# 三浦善功
三浦 善功（みうら よしのり、1951年3月13日 - ）は、日本の実業家。明星食品株式会社代表取締役社長、日清食品株式会社前代表取締役会長。
広島県出身。1975年に法政大学経済学部を卒業後、日清食品株式会社（日清食品ホールディングスの前身）に入社。2013年4月に日清食品株式会社の代表取締役社長、2015年4月には同社の代表取締役会長に就任した。
日清食品創業者の安藤百福のもとで働いた最後の世代にあたる。

## 経歴
- 1951年 - 広島県に生まれる[3]
- 1975年 - 法政大学経済学部卒業、日清食品入社[3]
- 2005年3月 - 東京営業部長
- 2006年6月 - 執行役員[3]・東京営業部長
- 2007年3月 - 執行役員・営業本部長
- 2007年6月 - 取締役[3][7]・営業本部長
- 2008年10月 - 常務取締役[7]・営業本部長
- 2009年6月 - 代表取締役・専務取締役[5][7]
- 2012年1月 - 日清食品ホールディングス執行役員兼CSO[8]
- 2012年6月 - 日清食品ホールディングス取締役CBO[9]
- 2013年4月 - 日清食品株式会社代表取締役社長[5][3]
- 2015年4月 - 日清食品株式会社代表取締役会長[3][4]
- 2016年6月 - 日清食品ホールディングス常務執行役員CBO[10]
- 2019年4月 - 明星食品株式会社代表取締役社長[2][11]